# Sfragistik
Sfragistik (græsk sphragis "segl") eller sigillografi (latin sigillum, diminutiv "billede") er læren om segl, f.eks brev- og dokumentsegl, herunder signeter.